# Federazione Ciclistica Italiana
La Federazione Ciclistica Italiana, nota anche come Federciclismo o F.C.I. è l'organismo di governo del ciclismo in Italia in tutte le sue specialità e categorie (professionisti, dilettanti, juniores, allievi, esordienti, giovanissimi, amatori e diversamente abili).
Costituita nel 1885 con sede a Roma, ha personalità giuridica di diritto privato, è affiliata al Comitato olimpico nazionale italiano e rappresenta l'Italia nell'UCI.
In ambito internazionale è tra le federazioni più vittoriose avendo vinto, tra i maggiori trofei, 24 titoli di campione del mondo su strada (19 uomini, 5 donne), 12 di inseguimento individuale maschile su pista e 6 a squadre nonché 12 di velocità maschile su pista.
Inoltre, sette ciclisti italiani, cinque dei quali uomini (Giuseppe Olmo, Fausto Coppi, Ercole Baldini Francesco Moser e Filippo Ganna) e due donne (Maria Cressari e Vittoria Bussi) hanno stabilito il record dell'ora.

## Storia
- Veloce Club Fiorentino, Firenze (15 gennaio 1870) - Presidente Gustave Langlade, segretario Alessandro De Sariette;
- Veloce Club Milano, Milano (17 marzo 1870) - Presidente ing. Angelo Genolini, segretario dott. Mauro Sormanni;
- Veloce Club Torino, Torino (1875) - Presidente Agostino Biglione di Viarigi, segretario avv. Augusto Brignone;
- Veloce Club Bresciano, Brescia (1875) - Presidente avv. Baresani, segretario Alfonso Pastori;
- Sezione Velocipedisti della Società Ginnastica C. Colombo, Genova (1876) - Presidente Gino Puzzo, segretario Carlo Costaguta;
- Veloce Club Alessandria (1876);
- Circolo Velocipedisti Milano, Milano (1882) - Presidente Emilio Martinetti, segretario Luigi Ballerio;
- Veloce Club Torinese, Torino (1882) - Sorto su iniziativa di Giovanni Agnelli e Roberto Biscaretti di Rufia;
- Veloce Club Roma, Roma (1882) - Presidente Domenico Volpi, segretario Cesare Panfili;
- Veloce Club Verona, Verona (1883) - Presidente dott. Marco Buselli, segretario Gaetano Giacomini;
- Circolo Velocipedistico Treviso, Treviso (1883) - Presidente Ugo Mazzolini, segretario Luigi Bana;
- Circolo Velocipedistico, Siena (1883) - Presidente Riccardo Zanetti;
- Circolo Velocipedistico, Cerea (1883) - Presidente Francesco Oliviero, segretario Pericle Lanza;
- Veloce Club Biella, Biella (1884) - Presidente Ernesto Nessi, segretario Ettore Mola;
- Veloce Club Romano, Roma (1884) - Presidente Giorgio Aubey, segretario Cesare Panfili;
- Circolo Velocipedistico Padova, Padova (1884) - Presidente Domenico Volpi, segretario Gaetano Giacomini;
- Veloce Club Ligure, Genova (1884) - Presidente Dante Rebisso, segretario Cesare Buttolo;
- Società Incremento Corse Velocipedistiche, Milano (1884) - Presidente Carlo Ciocca, segretario Francesco Fasoli;
- Veloce Club Mantova, Mantova (1884) - Presidente Ottorino Bregna, segretario Antonio Gozzi;
- Velo Sport Roma, Roma (1884) - Presidente Emilio Valente, segretario Carlo Sassoli;
- Circolo Velocipedistico, Torino (1884) - Presidente Alfredo Cabrini;
- Sez. Velocipedistica della Società Ginnastica Sebastiano Fenzi, Livorno (1884) - Presidente Alberto Servi;
- Società Velocipedistica, Pisa (1884) - Presidente Pietro Feroci;
- Società Velocipedistica Santhià, Santhià (1884);
- Circolo Dilettanti Velocipedisti, Vicenza (1884) - Presidente Giovanni Franceschini.

### La nascita dell'Unione Velocipedistica Italiana
La Federazione Ciclistica Italiana nacque, con il nome di Unione Velocipedistica Italiana, a Pavia il 6 dicembre 1885 attraverso l'unione di 17 società ciclistiche, già operanti da tempo in Italia in forma autonoma. Nella seconda metà del 1884, un anno prima della nascita della FCI, risultavano regolarmente costituite 25 società ciclistiche: la più antica di esse era il Veloce Club Fiorentino di Firenze, nato nel 1870, mentre Milano e Torino ospitavano ciascuna tre società di velocipedisti.
Un primo tentativo di unire e coordinare l'attività di queste società sportive fu svolto in occasione delle gare allestite dal Comitato Sportivo della Esposizione Generale Italiana di Torino, in programma dal 23 al 25 agosto 1884. Su iniziativa dell'avvocato Brignone, segretario del VC Torino, si riunirono i rappresentanti di dodici società che, dopo una complessa e conflittuale riunione, firmarono un verbale che precisava, tra l'altro, che il 26 agosto 1884 era stata fondata l'Unione Velocipedistica Italiana. Questa organizzazione però non operò mai, non avendo risolto alcuni aspetti allora dirimenti, come le problematiche legate al professionismo, all'attività amatoriale e alla sede della nascente organizzazione.
A distanza di un anno, per iniziativa del nobile Ernesto Nessi, presidente del Veloce Club Como, si pensò alla creazione di un Veloce Club Nazionale, con sezioni (o comitati) sul tipo di quelli creati dal Club Alpino Italiano. Prevalse questa volta lo spirito unitario e all'Assemblea costitutiva dell'UVI, il 6 e 7 dicembre 1885, parteciparono diciassette società che trovarono l'accordo su uno statuto nel quale, per evitare le divisioni dell'anno precedente, vengono mutuate norme che regolavano l'attività in Inghilterra, Francia e Germania.
Il presidente dell'Unione Velocipedistica Italiana era Ernesto Nessi, il maggior animatore dell'iniziativa. L'avvocato Edoardo Coopmans de Yoldi fu scelto come segretario e Como diventò la sede del massimo ente ciclistico nazionale. Dopo un anno Nessi abbandonò la presidenza e al suo posto fu eletto Agostino Biglione di Viarigi, che nominò come segretario l'avvocato Gustavo Brignone, già animatore del fallito esperimento del 1884. La coppia, superando lo scetticismo dei più, riuscì a preparare la nascente associazione al primo grande scoglio, il sorgere del Touring Club Italiano, costituito nel 1894 proprio per propagandare l'attività cicloturistica. L'Unione in risposta decise, nel Congresso di Verona del 1896, di dedicarsi principalmente all'attività agonistica.
Intanto, a partire dal 1892, si tenevano i primi campionati federali di ciclismo su pista. Nel frattempo la presidenza passò da Biglione di Viargi ad Arturo Cortesi e, dopo neanche un anno, a Carlo Cavanenghi (1859-1912), riconosciuto indiscutibilmente come padre putativo del ciclismo italiano. Cavanenghi fu presidente dell'UVI ininterrottamente dal 1898 al 1912 e lavorò con due segretari, Mario Bruzzone, fino al 1905, ed Ernesto Bobbio.

### Cavanenghi e La Gazzetta dello Sport
Nel 1890 l'UVI fu tra le promotrici della fondazione dell'Unione Ciclistica Internazionale, la Federazione internazionale che fissò la sua prima sede ad Alessandria. Fu di questo periodo anche la scelta di legare le sorti del ciclismo agonistico in Italia alle fortune del giornale La Gazzetta dello Sport. Il consiglio direttivo, uscito dalle elezioni di Alessandria nel 1898, quello che portò all'elezione di Cavanenghi, era infatti convinto che soltanto legandosi ad un mezzo di comunicazione come La Gazzetta dello Sport era possibile dare un nuovo, decisivo impulso all'attività. Grazie a questo connubio in poco tempo nacquero alcune delle corse diventate classiche nel corso degli anni, come il Giro di Lombardia (1905), la Milano-Sanremo (1907) e il Giro d'Italia (1909).
Sotto la guida di Cavanenghi l'UVI compì, a cavallo del 1900, grandi progressi, al punto da festeggiare i primi 25 anni di vita, nel 1910 con il seguente bilancio: 294 società affiliate, 1961 corridori non classificati, 541 dilettanti, 185 professionisti. A tre anni prima risaliva peraltro la prima edizione dei campionati federali su strada.
I primi anni del secolo furono anche quelli dei primi successi sportivi ed organizzativi. Dal punto di vista agonistico i corridori italiani si distinsero per affermazioni al Giro d'Italia e nelle corse italiane (Luigi Ganna e Giovanni Gerbi), ma anche all'estero, con Maurice Garin, italiano negli anni del successo alla Parigi-Roubaix (ma non quando si impose alla prima edizione del Tour de France nel 1903, avendo già preso la cittadinanza francese). Le prime affermazioni su pista le ottenne Francesco Verri ai Giochi olimpici del Decennale del 1906.
Dal punto di vista organizzativo il prestigio internazionale della UVI all'inizio del Novecento fu tale che in 10 anni per due volte i Campionati del mondo di ciclismo su pista vennero assegnati alla città di Roma, nel 1902 e nel 1911. L'edizione del 1902 si svolse sull'ellisse del velodromo di Porta Salaria, alla presenza di Vittorio Emanuele III che donò un orologio d'oro con insegne reali e brillanti al vincitore. Il successo della manifestazione fu tale che l'Unione Velocipedistica Italiana fu indicata come federazione modello.

### La nascita della Federazione Ciclistica Italiana
Nel 1912 scomparve Cavanenghi, al suo posto fu nominato l'avvocato Pietro Robutti che rimase in carica fino al 1915, quando una nuova crisi federale, legata all'atteggiamento da tenere nei confronti della Gazzetta dello Sport, ormai importante organizzatore oltreché giornale di informazione sportiva, portò alle dimissioni di tutto il Consiglio direttivo dell'UVI. Geo Davidson, candidato delle società liguri, fu nominato presidente. Luigi Scala diventò segretario e la sede dell'Unione fu trasferita a Genova. Tuttavia, su iniziativa di un gruppo di società torinesi "ribelli", nacque una federazione alternativa, chiamata Federazione Ciclistica Italiana. La guerra bloccò l'attività di entrambe le associazioni e ulteriori polemiche.
Alla fine del conflitto l'Unione Velocipedistica e la Federazione Ciclistica si riconciliano e l'attività agonistica tornò a livelli tali di eccellenza che gli anni a cavallo delle due guerre sono ricordati come il periodo eroico del ciclismo italiano.

### Le vittorie olimpiche e mondiali
Ai Giochi olimpici del 1920 ad Anversa il quartetto azzurro formato da Primo Magnani, Arnaldo Carli, Ruggero Ferrario e Franco Giorgetti vinse la prova dell'inseguimento a squadre. Quattro anni più tardi, ai Giochi olimpici di Parigi, quando Francesco Zucchetti, Angelo De Martini, Alfredo Dinale e Aleardo Menegazzi ripeterono il trionfo nell'inseguimento a squadre.
Nel 1926 nell'ambito della ristrutturazione dello sport italiano da parte del regime fascista, al CONI fu assegnato il compito di nominare i dirigenti delle diverse federazioni. I successi degli anni precedenti della UVI convinsero i dirigenti fascisti a confermare nel suo ruolo il presidente Geo Davidson. Lo stesso anno, per la terza volta dalla loro istituzione, furono assegnati all'Italia i Mondiali di ciclismo, gli ultimi aperti soltanto ai dilettanti.
Nel 1927 si celebrò in Germania, a Nürburgring, il primo mondiale strada professionistico, che vide il trionfo del ciclismo azzurro: primo Alfredo Binda, secondo Costante Girardengo, terzo Domenico Piemontesi, quarto Gaetano Belloni. Quelli a cavallo tra le due guerre furono gli anni di Binda, Girardengo, Learco Guerra, Ottavio Bottecchia e dei tanti campioni che contribuirono a rendere questo sport popolare in Italia e ammirato nel mondo. Nacque, su strada e su pista, il mito del ciclismo italiano e di una Federazione in grado di lottare sempre per il successo. Un mito che si alimentò con i grandi dualismi fino ai giorni nostri: Alfredo Binda e Learco Guerra, Gino Bartali e Fausto Coppi, Felice Gimondi e Gianbattista Baronchelli, Francesco Moser e Giuseppe Saronni, Claudio Chiappucci e Gianni Bugno.
Nel 1929 il CONI spostò tutte le sedi delle Federazioni a Roma. In quell'occasione fu indicato un commissario straordinario dell'UVI, l'onorevole Augusto Turati che restò in carica un anno; nel 1930 fu nominato un nuovo presidente, l'onorevole Adalberto Garelli, e un nuovo segretario, Vittorio Spositi. Nel 1932 l'Unione Velocipedistica Italiana ottenne nuovamente i Campionati del mondo. L'UVI realizzò a Roma una pista in legno montata al centro dello Stadio Nazionale e su questo anello il belga Jef Scherens conquistò il primo dei suoi sette titoli mondiali della velocità professionisti. Binda si aggiudicò il terzo titolo mondiale su strada e Giuseppe Martano si laureò per la seconda volta campione dei dilettanti.
Nel settembre del 1933 il CONI nominò presidente dell'UVI l'ex campione Federico Momo, diventato grande ufficiale, al quale fu affiancato, nella qualità di segretario, Mario Ferretti. Momo si rese protagonista di una profonda ristrutturazione della UVI, soprattutto nella designazione di nuovi dirigenti territoriali. Restò in carica fino al 1937, anno in cui il CONI affidò la presidenza al generale Franco Antonelli che restò in sella finché, allo scoppio della guerra, non fu spedito sul fronte africano.

### La Federazione nel secondo dopoguerra

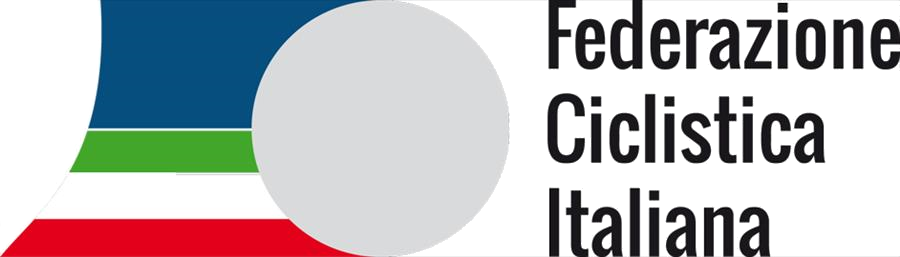
Logo della Federciclismo in uso fino a dicembre del 2022.

Alla reggenza della Federazione fu promosso allora Adriano Rodoni, fino a quel momento responsabile dei dilettanti della strada. Iniziò così il "regno" di Rodoni, che durò per 40 anni, dal 1940 al 1981 con solo alcune piccole pause. Un regno durante il quale la Federazione cambiò profondamente, passando dai primi difficili momenti del dopoguerra fino quasi al traguardo dei 100 anni di vita (1985).
I primi anni del secondo dopoguerra, per quanto difficili, trovarono nel ciclismo e nei successi della Nazionale con Coppi e Bartali un motivo per ricompattare un Paese dilaniato da 20 anni di dittatura, dall'invasione nazista e della guerra civile strisciante. L'ormai celebre episodio dell'attentato a Palmiro Togliatti e del contemporaneo successo di Bartali al Tour del 1948 permette di capire il clima dell'epoca; soprattutto l'importanza che questo sport aveva ormai raggiunto nella cultura italiana. Il Giro d'Italia di quegli anni rappresentava uno straordinario mezzo di crescita culturale e unificazione, diventando spesso il collante per un rinnovato orgoglio nazionale, nonché la possibilità di apertura verso l'esterno per diverse zone d'Italia.
Durante la presidenza di Rodoni, nel 1964 l'UVI cambiò definitivamente il proprio nome in Federazione Ciclistica Italiana.
Fondamentale in questo lungo periodo l’apporto della Federazione (forte anche dei successi sportivi ottenuti e della personalità prorompente del Presidentissimo), il contributo alla ricostruzione morale, tecnica, politica ed organizzativa delle Istituzioni sportive. Adriano Rodoni fu uno dei primi collaboratori di Giulio Onesti, incaricato nel secondo dopoguerra di rifondare e rilanciare il CONI. Nel 1953, pur sapendo di toccare un tasto dolente, lo stesso Rodoni intraprese una dura campagna contro l’uso degli stimolanti, divenendo così il primo vero pioniere della lotta a tutto campo al doping.
A livello internazionale di rilievo l’impegno della Federazione nel 1965 allorché il CIO minacciò di escludere il ciclismo dai programmi dei Giochi, per via della presenza dei professionisti. Rodoni si impegno a trovare i voti indispensabili per creare due distinte Federazioni (dilettanti e professionisti) all’interno dell’UCI, così da mettere in sicurezza la presenza di questo sport all’interno del programma olimpico.

## Dati storici

### Presidenti e segretari generali

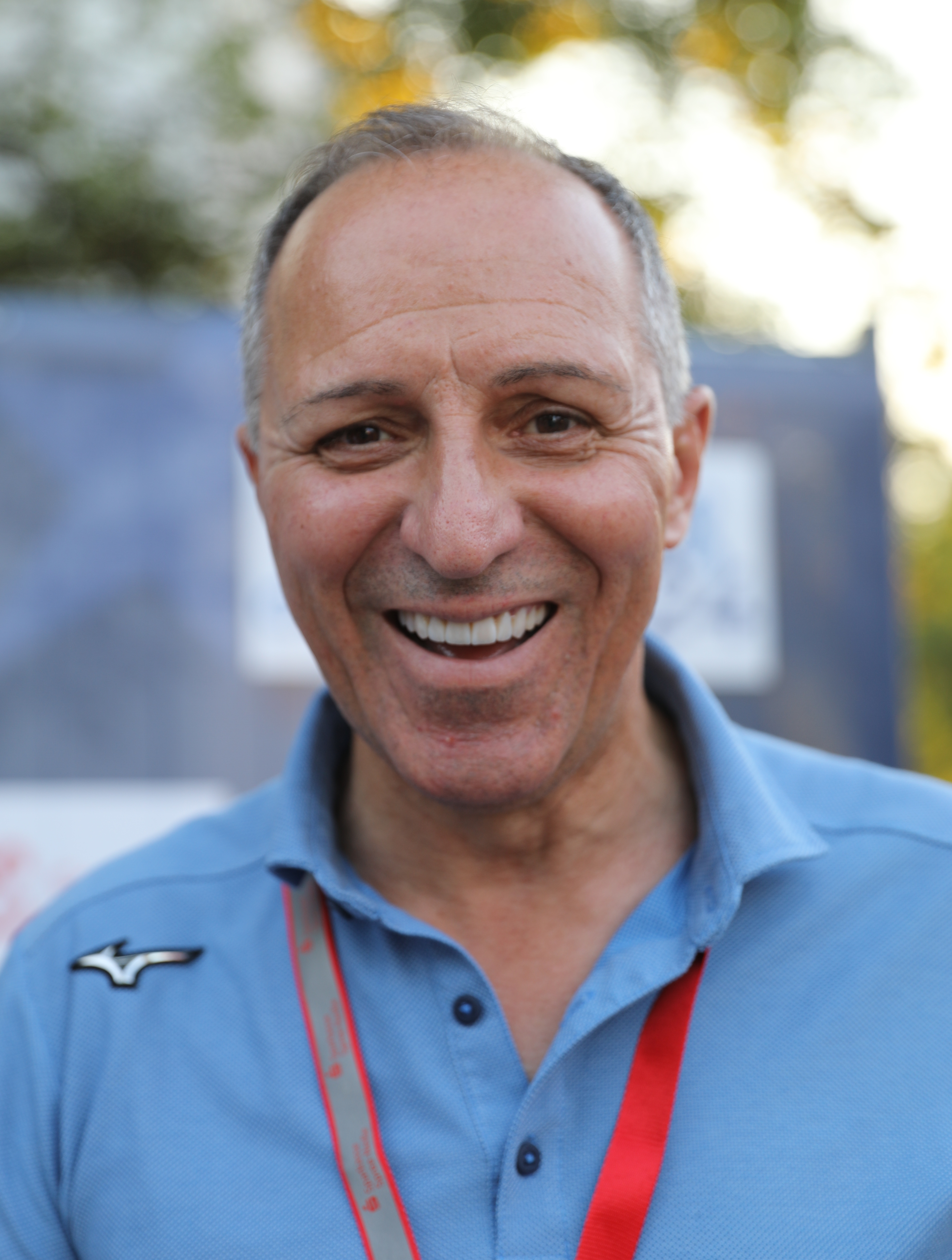
Presidente dal 2022: Cordiano Dagnoni

| Presidente                   | dal  | al        | note                        | Segretario Generale       | dal  | al      |
| ---------------------------- | ---- | --------- | --------------------------- | ------------------------- | ---- | ------- |
| Ernesto Nessi                | 1885 | 1886      |                             | Edoardo Coopmans de Yoldi | 1885 | 1886    |
| Agostino Biglione di Viarigi | 1886 | 1897      |                             | Gustavo Brignone          | 1886 | 1897    |
| Arturo Cortesi               | 1897 | 1898      |                             | Mario Bruzzone            | 1897 | 1905    |
| Carlo Cavanenghi             | 1898 | 1912      |                             |                           |      |         |
|                              |      |           |                             | Ernesto Bobbio            | 1905 | 1915    |
| Pietro Robutti               | 1912 | 1915      |                             |                           |      |         |
| Geo Davidson                 | 1915 | 1927      |                             | Luigi Scala               | 1915 | 1915    |
| Domenico Camerani            |      |           |                             | Carlo Missaglia           | 1915 | 1927    |
| Ernesto Torrusio             | 1927 | 1929      |                             | Alfredo Bersani           | 1927 | 1928    |
| Augusto Turati               | 1929 | 1930      |                             | Vittorio Spositi          | 1929 | 1934    |
| Adalberto Garelli            | 1930 | 1933      |                             |                           |      |         |
| Federico Momo                | 1933 | 1936      |                             |                           |      |         |
|                              |      |           |                             | Mario Ferretti            | 1934 | 1942    |
| Franco Antonelli             | 1937 | 1940      |                             |                           |      |         |
| Adriano Rodoni               | 1940 | 1943      |                             | Rodolfo Magnani           | 1942 | 1945    |
| Giuseppe Micci               | 1944 | 1945      | Reggente CONI               |                           |      |         |
| Adriano Rodoni               | 1944 | 1945      | Reggente CONI – Alta Italia |                           |      |         |
| Pietro Baldassarre           | 1945 | 1945      | Reggente CONI               |                           |      |         |
| Pietro Baldassarre           | 1945 | 1946      |                             | Giuseppe Stinchelli       | 1945 | 1949    |
| Luigi Bertolino              | 1945 | 1946      |                             |                           |      |         |
| Adriano Rodoni               | 1945 | 1946      |                             |                           |      |         |
| Enrico Vignolini             | 1946 | 1946      | Commissario                 |                           |      |         |
| Adriano Rodoni               | 1946 | 1955      |                             |                           |      |         |
|                              |      |           |                             | Rodolfo Magnani           | 1950 | 1969    |
| Angelo Farina                | 1955 | 1956      |                             |                           |      |         |
| Adriano Rodoni               | 1956 | 1981      |                             |                           |      |         |
|                              |      |           |                             | Giuliano Pacciarelli      | 1970 | 1981    |
| Agostino Omini               | 1981 | 1995      |                             |                           |      |         |
|                              |      |           |                             | Gaston Fortin             | 1982 | 1983    |
|                              |      |           |                             | Renato Di Rocco           | 1983 | 1997    |
| Raffaele Carlesso            | 1995 | 1997      |                             |                           |      |         |
| Gian Carlo Ceruti            | 1997 | 2005      |                             | Marcello Standoli         | 1997 | 2001    |
|                              |      |           |                             | Alessandro Pica           | 2001 | 2005    |
| Renato Di Rocco              | 2005 | 2021      |                             | Maria Cristina Gabriotti  | 2005 | 2019    |
|                              |      |           |                             | Paolo Pavoni              | 2019 | 2021    |
| Cordiano Dagnoni             | 2021 | in carica |                             | Marcello Tolu             | 2021 | attuale |

### Sedi federali
- 1885 Como
- 1886 Torino
- 1898 Genova, poi Alessandria e Milano
- 1929 Roma

## Organigramma 2021-2024

### Consiglio Federale
- Presidente: Cordiano Dagnoni
- Vice Presidente Vicario: Carmine Acquasanta
- Vice Presidenti: Ruggero Cazzaniga
- Consiglieri
  - In rappresentanza degli Affiliati: Fabrizio Cazzola, Giovanni Vietri, Gianantonio Crisafulli, Fabio Forzini
  - In rappresentanza degli Atleti: Chiara Teocchi, Giancarlo Masini
  - In rappresentanza dei Tecnici: Serena Danesi
  - Membri Italiani U.C.I.: Renato Di Rocco (Vice Presidente UCI, Presidente della Commissione Pista, Vice Presidente del Consiglio della Fondazione del Centro Mondiale del Ciclismo, membro della Commissione Professionisti, membro Commissione Remunerazione), Daniela Isetti (membro della Commissione Donne), Elena Valentini (membro della Commissione MTB), Gianluca Crocetti (membro Commissione Commissari di Gara), Roberto Rancilio (membro della Commissione Paraciclismo), Maria Laura Guardamagna (membro della Commissione Disciplinare), Marc Cavaliero (membro della Commissione Etica), Gianluca Santilli (membro della Commissione Economia e Marketing)
  - Membri Italiani U.E.C.: Enrico Della Casa (Segretario Generale), Cordiano Dagnoni (Commissione Strada), Mario Minervino e Fabio Perego (Delegati Tecnici), Elena Valentini (Commissione Fuoristrada/MTB)
- Segretario generale: Marcello Tolu

### Collegio dei Revisori dei Conti
- Presidente: Simone Mannelli
- Componenti effettivi: Marina Maria Assunta Protopapa e Domenico Tudini - Nomina CONI

### Quadri Tecnici
- Daniele Bennati - CT Strada Professionisti
- Marco Velo - CT Cronometro
- Paolo Sangalli -  CT strada femminile
- Marco Villa - CT Pista
- Marino Amadori - CT Strada Maschile Under 23
- Dino Salvoldi - CT Strada e Pista Juniores
- Simone Fabbri - CT Downhill
- Mirko Celestino - CT XCO e XCM
- Angelo Rocchetti - CT Trials
- Daniel Pontoni - CT Ciclocross
- Luigi Bielli - Collaboratore Tecnico Settore Ciclocross e CT Ciclismo Indoor
- Tommaso Lupi - CT BMX
- Pierpaolo Addesi - CT Paraciclismo strada
- Silvano Perusini - CT Paraciclismo pista
- Federico Ventura - CT BMX Free Style
- Silvia Epis - Direttore Tecnico Settore Nazionale Giovanile

### Settori Federali
- Settore Amatoriale e Cicloturistico: Renzo Pizzolato (Presidente)
- Settore Studi: Giovanni Bruno (Presidente)
- Settore Giovanile: Fabrizio Cazzola (Presidente)
- Settore New Media e Comunicazione: Marco Pasquetti (Presidente)

### Commissioni federali
- Commissione Strada - Pista: Ruggero Cazzaniga (Presidente)
- Commissione Fuoristrada: Paolo Garniga (Presidente)
- Commissione Nazionale Giudici di Gara: Gianluca Crocetti (Presidente Designatore)
- Commissione Ciclismo Paralimpico: Roberto Rancilio (Responsabile)
- Commissione Nazionale Direttori di Corsa e Sicurezza: Roberto Sgalla (Responsabile)
- Commissione Tutela della Salute: Roberto Marciano (Responsabile e Medico Federale)
- Commissione Vigilanza Società Professionistiche: Gianfranco Allegretti (Coordinatore)
- Commissione Nazionale Elettorale: Vincenzo Ioffredi (Presidente)
- Commissione Benemerenze: Gesualdo Di Bella (Presidente)
- Commissione Società Sportive: Oreste Moretti (Presidente)

### Autorità Garante
- Avv. Ezio Tomellini (Presidente)
- Ruggero Cazzaniga (Componente per la Struttura Tecnica Federale)
- vacante[8] (Componente per la Commissione Nazionale Giudici di Gara)

### Struttura della Giustizia Sportiva
- Commissione Federale di Garanzia: Dott. Mario Villani (Presidente)
- Tribunale Federale - 1ª Sezione: Avv. Salvatore Minardi (Presidente)
- Tribunale Federale - 2ª Sezione: Avv. Andrea Leggieri (Presidente)
- Corte Federale D'Appello - 1ª Sezione: Avv. Carlo Carpanelli (Presidente)
- Corte Federale D'Appello - 2ª Sezione: Avv. Barbara Baratto Vogliano (Presidente)
- Giudice Sportivo Nazionale: Avv. Pasquale De Palma (Titolare)
- Corte Sportiva D'Appello: Avv. Paolo Padoin (Presidente)
- Ufficio della Procura Federale: Nicola Capozzoli (Procuratore Federale)

## Categorie
La Federazione ciclistica italiana, al fine di organizzare e razionalizzare l'attività, riconosce, per i propri tesserati, le seguenti categorie:
- G1: 7 anni
- G2: 8 anni
- G3: 9 anni
- G4: 10 anni
- G5: 11 anni
- G6: 12 anni

- Esordienti: 13-14 anni
- Allievi: 15-16 anni
- Juniores: 17-18 anni
- Uomini Under-23: 19-22 anni
- Uomini Elite: 23-27 anni
- Donna Elite: 19 anni e oltre

- Junior Sport: 17-18 anni
- Elite Sport: 19-29 anni
- Master Gold (ex agonisti)
- Master 1: 30-34 anni
- Master 2: 35-39 anni
- Master 3: 40-44 anni
- Master 4: 45-49 anni
- Master 5: 50-54 anni
- Master 6: 55-59 anni
- Master 7: 60-64 anni
- Master 8: 65 e oltre
- Master Women Junior: 17-18 anni
- Master Women 1: 19-39 anni
- Master Women 2: 40-54 anni
- Master Women 3: 55 anni e oltre
- Cicloturista: 13 anni e oltre

- Handbike H1 (MH1 e WH1)
- Handbike H2 (MH2 e WH2)
- Handbike H3 (MH3 e WH3)
- Handbike H4 (MH4 e WH4)
- Handbike H5 (MH5 e WH5)
- Triciclo 1 (MT1 e WT1)
- Triciclo 2 (MT2 e WT2)
- C1 Ciclismo 1 (MC1 e WC1)
- C2 Ciclismo 2 (MC2 e WC2)
- C3 Ciclismo 3 (MC3 e WC3)
- C4 Ciclismo 4 (MC4 e WC4)
- C5 Ciclismo 5 (MC5 e WC5)
- B Ipo/Non vedenti (MB e WB)

## Circuiti e gare federali
Circuiti e manifestazioni di proprietà della Federazione Ciclistica Italiana.

### Strada
- Campionato italiano Crono a squadre
- Campionato italiano Crono individuale

### Pista
- Campionati italiani
- Giro d'Italia delle Piste

### Professionisti
- Coppa Italia
- Campionati italiani a squadre

### Amatori
- Campionato Italiano Master Strada
- Campionato Italiano Cronosquadre
- Campionato Italiano della Montagna
- Campionato Italiano Granfondo e Fondo
- Campionato Italiano Fondo e Mediofondo Cicloturismo
- Campionato Italiano Pista
- Campionato Italiano Cicloturismo Individuale
- Campionato Italiano Cicloturistico di Società
- Coppa Italia Cicloturismo

### Fuoristrada
- Campionati Italiani
- Marathon Tour
- Coppa Italia MTB
- Internazionali d'Italia
- Coppa Italia Trial
- Coppa Italia DH MTB
- Giro d'Italia CicloCross
- Campionato Italiano Trial

### BMX
- Campionati Italiani
- Circuito Italiano

### Giovanile
- Meeting nazionale di Società per Giovanissimi

### Handbike
- Campionato Italiano paralimpico
- Campionato Italiano Strada e Crono
- Giro d'Italia Handbike